# ザポロージェ州 (ロシア連邦)

ザポロージェ州
ロシア語: Запорожская область

ザポロージェ州（ザポロージェしゅう、ロシア語: Запорожская область）は、2022年9月にロシアがウクライナのザポリージャ州（ザポリージャしゅう、ウクライナ語: Запорізька область）の併合を一方的に宣言し、ロシアを構成する連邦構成主体として設置された州。

## 概要
2022年9月23日から9月27日にかけて行われた住民投票で、ロシア連邦への編入賛成が多数派となったことにより、ドネツク州・ヘルソン州・ルガンスク州と共にロシア連邦への併合が9月30日、ウラジーミル・プーチンによって承認された。

## 歴史

### ロシアによる占領
ヒューマン・ライツ・ウォッチは、「ロシア連邦軍がザポリージャの占領地でウクライナの民間人を拷問・殺害・誘拐した」と発表した。

### 住民投票
9月27日、ロシア占領下のザポリージャ州中央選挙管理委員会の当局者は、住民投票の結果、93.11%（有権者数541,093人）がロシア連邦への加盟を支持したと主張した。投票率は85.4%だった。委員会によって提供されたデータによると、併合に対する支持は、メリトポリ地域では90.01%であり、行政の中心地であるメリトポリでは96.78%であった。

### 併合

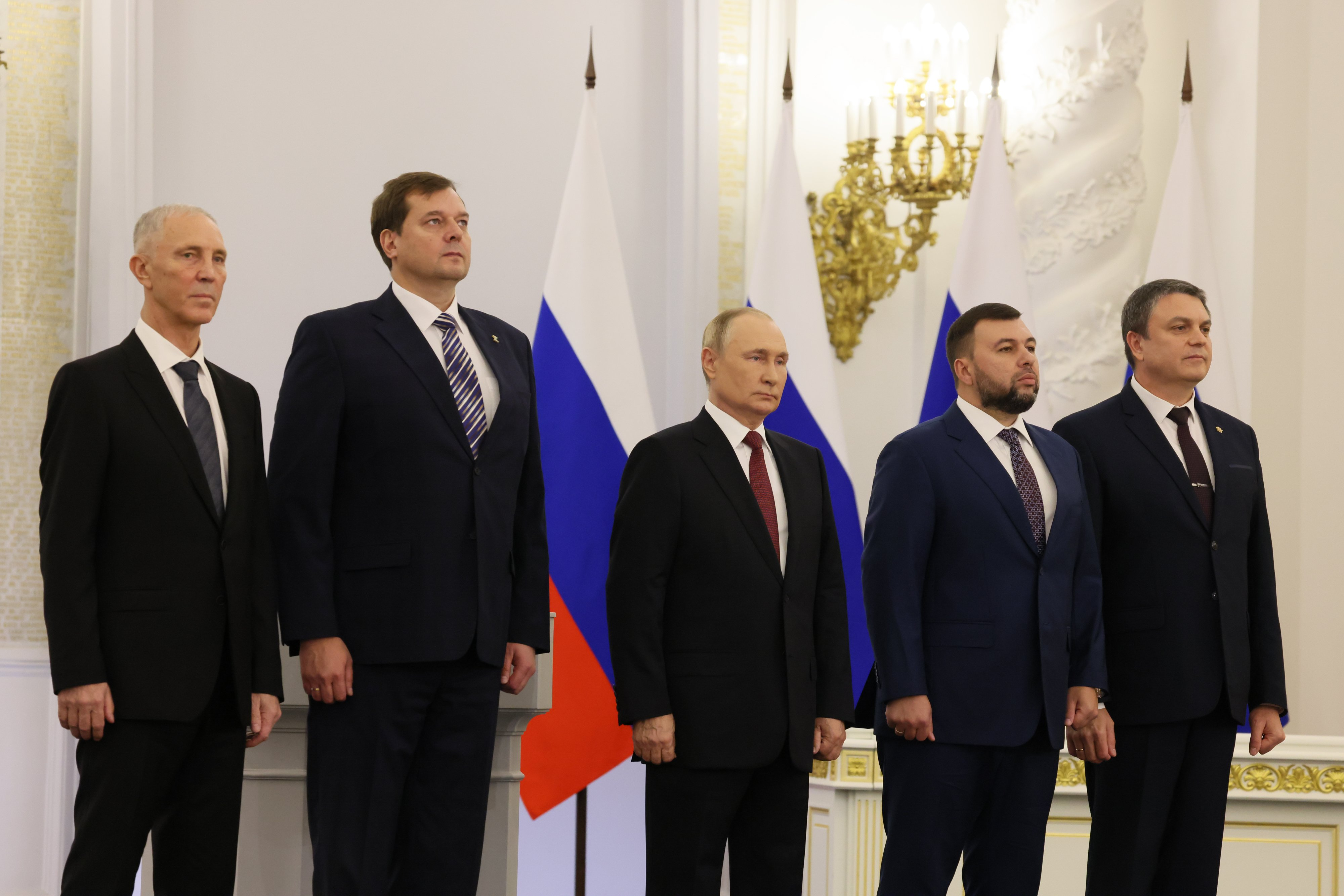
ウラジーミル・プーチンとの4つの地域の代表

ウクライナのザポリージャ州のロシア占領地域は、ドネツク人民共和国、ルガンスク人民共和国、ヘルソン州と共に9月30日に併合された。この併合は、ロシアとウクライナの両方を含む加盟国が国際連合憲章と国際法を遵守することが求められていることに基づいて、国際連合によって違法と見なされた。国連憲章は、ある国による別の国による領土の併合は、他の国が有権者に対して武力（特に武力）を使用して脅迫したり、併合を支持するように国民投票を不正に操作したりする場合、違法であるとしている。ロシアは脅迫的な軍隊として文書化されており（具体的には、併合を支持する賛成票ではなく反対票を投じることを選択した場合、ウクライナ市民に対する殺害の脅迫）、このため、国連は結果を違法であると宣言し、すべての加盟国に承認しないよう求めた。9月30日現在、併合を支持する声明を発表した政府はなく、国連の勧告は現在、世界のすべての国が従っている。実際、インドやガーナなどの国は、それに反対する声明を発表している。

### 住民の退避
2023年5月5日、知事代行のバリツキーは、前線に近い集落から7万人規模の住民を後方に退避させると発表した。

### 2023年6月の戦闘
2023年6月9日、ロシア当局はオレホボ（ウクライナ語でオリヒウ）とトクマクの間で激しい戦闘が続いていることを認めた。

## 政治
1. エフゲニー・バリツキー（ロシア語版、英語版） - 州知事
2. アントン・コルツォフ（ロシア語版、英語版） - 州政府議長（首相に相当）

## 地理
歴史的にノヴォロシアと呼ばれた地方である。
西側でヘルソン州 (ロシア連邦)に接し、北でウクライナのドニプロペトロウシク州に、東でドネツク人民共和国 (ロシア連邦)と接する。

## 標準時
この地域は、ウクライナ時間帯の標準時を使用している。時差はUTC+2時間で、夏時間はUTC+3。

## 主要都市
- ザポリージャ（州都・名目上）
- エネルホダル
- ベルジャンスク
- メリトポリ（臨時州都）
- ヴァシリウカ
- ロジウカ